# Disney Channel (EE)
Disney Channel EE —  специализированный детский телеканал, который является восточноевропейской версией американского телеканала Disney Channel. Аудиторию телеканала составляют в основном дети, подростки и молодые семьи. Disney Channel доступен в кабельных и спутниковых сетях. Телеканал принадлежит британской компании The Walt Disney Company EMEA, офис расположен в Лондоне.

## История

### 1999—2004: Fox Kids. Начало и смена владельца
С середины февраля 1999 года компания Fox Kids Europe начала тестовое вещание общеевропейского телеканала Fox Kids CEE. 1 апреля 1999 года телеканал полноценно был запущен в России, странах СНГ и Прибалтики, а также в Центральной и Восточной Европе, имея звуковые дорожки на нескольких языках вещания. Перевод программ производят местные студии; ранее в страны присылались кассеты с записями, после чего материал проходил дубляж, и кассеты возвращались обратно в Лондон, в нынешнее время материалы доставляются через интернет по внутренним сетям компании Disney. В основном Fox Kids транслировал мультсериалы, сериалы и фильмы от Saban Entertainment и DIC Entertainment, а также мультсериалы от Marvel. Реклама до 2012 года со всех стран миксовалась, при выбранной определённой звуковой дорожки, звук иностранной рекламы воспроизводился без голоса диктора или заменялся на мелодию, теперь же местная реклама доходит до конкретной страны с помощью субпотока (фид). Телеканал проводил мероприятия Fox Kids Cup и Fox Kids Planet Live (после ребрендинга назывались Jetix Cup и Jetix Kids Awards соответственно).
В течение 6 месяцев, с апреля по сентябрь 1999 года, постепенно и в очень сжатые сроки переводились программы на русский язык, в этот период некоторые программы выходили на английском. По состоянию на 2001 год у Румынии не было стопроцентного дублирования, иногда использовались субтитры, чего никогда не было в России.
С 2001 по март 2004 года, велось совместное вещание между Fox Kids CEE и Fox Kids ME (версия для Турции и Ближнего Востока). В этот период появился блок «Кино Fox Kids» (позже «Кино Jetix»), в основном в блок входили фильмы от Saban Entertainment.
23 июля 2001 года The Walt Disney Company объявил о приобретении Fox Family Worldwide и Saban Entertainment. Сделка была завершена в октябре 2001 года, также Disney получил контрольный пакет акций Fox Kids Europe (75 %), остальные 25 % котировались на амстердамской фондовой бирже Euronext. The Walt Disney Company планировал переименовать телеканал Fox Kids в Toon Disney, но от этой идеи отказались. Вскоре, компания 20th Century Fox Film Corporation предоставила бессрочную лицензию на бесплатное использование названия Fox Kids.
В мае 2002 года Buena Vista International Television взяла на себя телевизионное обслуживание каталогов программ Fox Family Worldwide и Saban Entertainment, а также их распространение среди сторонних вещательных компаний.
С марта 2004 года в нерабочее эфирное время начал ретранслироваться телеканал ESPN Classic Sports на английском языке. ESPN продолжал своё вещание до 2006 года, в том числе и тогда, когда основной вещатель уже подвергся ребрендингу и сменил название.
В апреле 2004 года появился блок «Jetix», который показывал зрителям новые мультсериалы, такие как: «Sonic X», «Шаман Кинг», «Гаджет и Гаджетины» и «Автогонщики Наскар».
В июле 2004 года компания Fox Kids Europe была переименована в Jetix Europe, ранее, в марте этого года коллектив телеканала Fox Kids переехал в офис The Walt Disney Company EMEA.
Первоначально ребрендинг планировался осенью 2004 года, однако руководство телеканала перенесли планы на январь 2005 года.

### 2005—2009: Jetix. Переходный период
1 января 2005 года телеканал провёл ребрендинг; Fox Kids был переименован в Jetix. Радикальных изменений в сетке вещания не было, по-прежнему показывались программы с Fox Kids наряду с новыми, такими как: «Чародейки», «A.T.O.M.», «Непобедимая команда супер-обезьянок» и т. д.
1 января 2006 года появился блок «Jetix Max» продолжительностью 3 часа. Блок был рассчитан на более взрослую аудиторию телеканала Jetix и предлагал вниманию зрителей комедии, аниме, а также классические передачи Marvel. Время вещания телеканала увеличилось до 2:00, при этом ретрансляция ESPN Classic Sport на частоте Jetix прекратилась. В апреле 2006 года появился утренний детский блок «Jetix Play» с мультсериалами от Saban Entertainment и DIC Entertainment.
В 2007 году появился блок «Jetix Ninja», в рамках эфира которого шли мультсериалы, героями которых являлись ниндзя. Также была добавлена болгарская звуковая дорожка.
1 июля 2008 года телеканал перешёл на круглосуточное вещание. В этом же году был представлен блок «Disney Greatest Stars» который демонстрировал оригинальный контент The Walt Disney Company. Данный блок в России и странах СНГ не транслировался, его перекрывали местной рекламой и передачами Jetix.
8 декабря 2008 года компания Disney заключила соглашение об увеличении доли в Jetix Europe до 96% с целью снятия компании с листинга Euronext. С 27 февраля 2009 года компания Disney владела 99,8% акциями Jetix Europe.

### 2009—н.в: Disney Channel. Окончательный ребрендинг
19 сентября 2009 года телеканал снова провёл ребрендинг; Jetix был переименован в Disney Channel EE (Восточная Европа).. Телеканал стал транслировать фильмы, сериалы, мультфильмы и мультсериалы производства The Walt Disney Company, а также несколько программ оставшихся от Jetix и сторонних студий. Вместо блока Jetix Play появился «Playhouse Disney» (позже «Disney Junior») с диснеевскими мультсериалами для младшей аудитории. Собственником телеканала стал The Walt Disney Company EMEA, коллектив телеканала остался прежним.
Для России и стран СНГ была запущена локальная версия - Jetix Russia, для стран Прибалтики стал доступен Disney Channel Scandinavia. В период 2009-2012 г. страны, такие как: Сербия, Черногория, Босния и Герцеговина, Хорватия и Северная Македония постепенно начали отказываться от Disney Channel EE в пользу Disney Channel EMEA. Disney Channel EE остался доступен только в 3-х странах - Румыния, Болгария и Молдова.
С 15 октября 2010 по 1 января 2013 года телеканал осуществлял вещание на Украине, были доступны звуковые дорожки на украинском и русском языках.
В 2012 году блок «Disney Junior» был снят с эфира из-за ненадобности, так как существует самостоятельный одноименный телеканал - «Disney Junior». 11 августа 2015 года Disney Channel перешёл на широкоэкранное вещание (16:9).
С 2017 года редакция телеканала стала располагается в Варшаве, вещательный центр и основной офис по-прежнему находятся в Лондоне.
В 2020 году Disney Channel получил испанскую лицензию (CNMC) с целью обеспечения продолжения легального вещания в Евросоюзе в соответствии с Директивой ЕС об аудиовизуальных медиа-услугах (AVMSD) и законом о едином рынке после выхода Великобритании из Европейского Союза.
В 2021 году компания Disney заявила, что планирует закрыть свои международные телеканалы и сделать упор на развитии стриминговых сервисов Disney+, Hulu и ESPN+. Процесс закрытия будет длительный из-за зависимости от положений контрактов, которые компания заключила на отдельных рынках.
14 июня 2022 года в Восточной Европе стал доступен стриминговый сервис Disney+. В библиотеке сервиса имеется множество контента от Disney, Pixar, Marvel, National Geographic и т.д..
С 11 апреля 2024 года во время начала программ, используются знаки возрастного ограничения.

## Блок
С 2001 по 2007 год в утреннем и дневном эфире телеканала REN-TV (затем переименованного в «РЕН ТВ») транслировался программный блок Fox Kids, а впоследствии Jetix. Отдельные мультсериалы из блока Fox Kids/Jetix также могли демонстрироваться на других российских каналах (например: «Первый канал», СТС).
На территории Украины блок Fox Kids транслировался на «Новом канале» вплоть до 2006 года.